# Okruh k objíždění obce

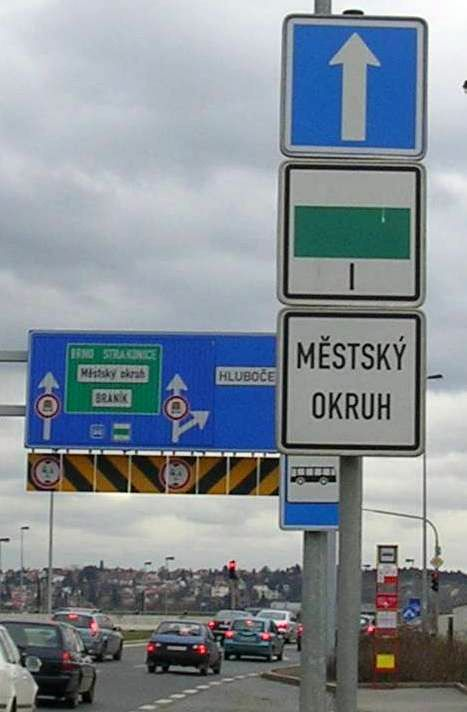
Označení nájezdu na Městský okruh v Praze-Smíchově

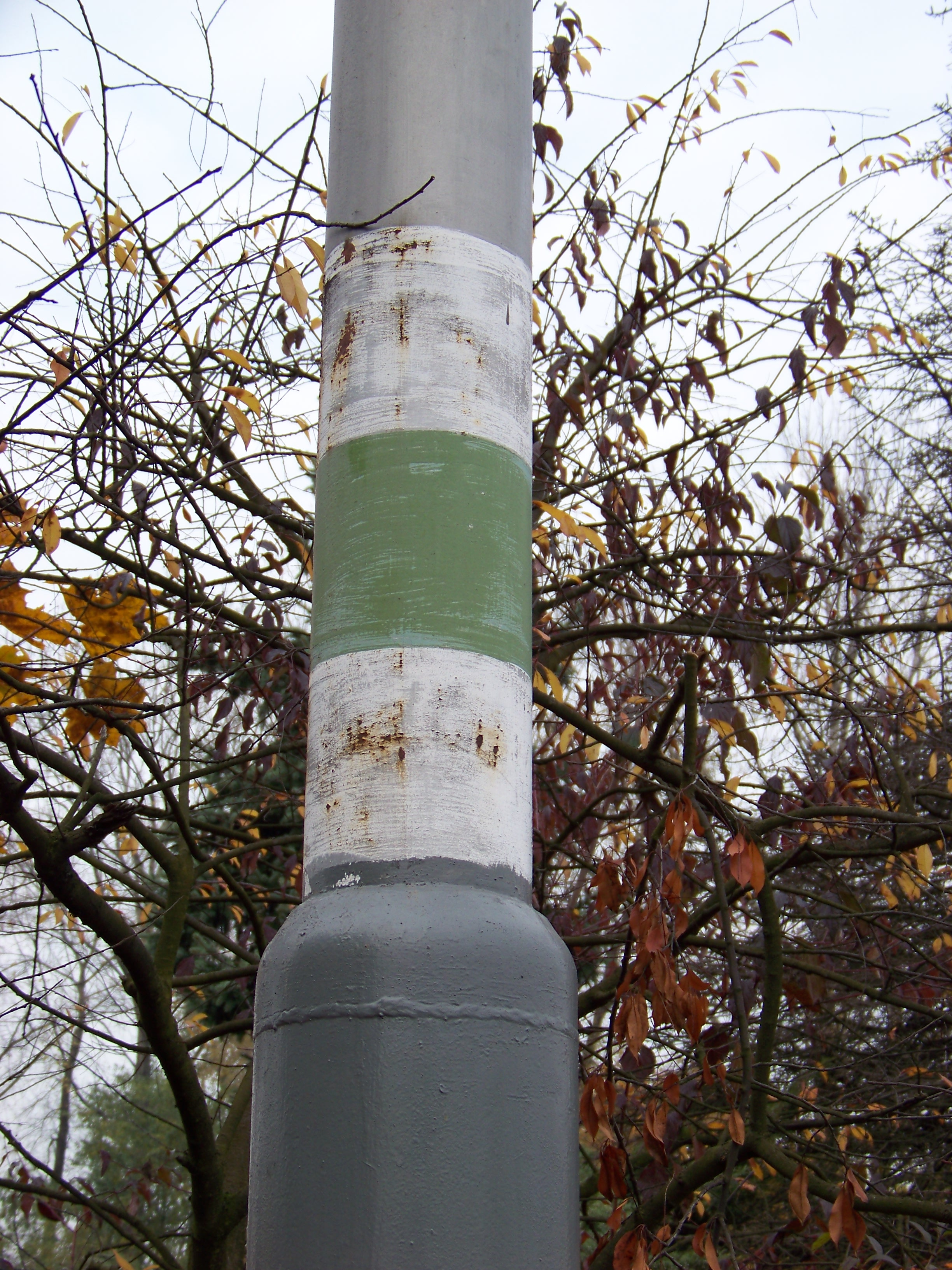
Karviná, značení okruhu na sloupu uličního osvětlení

Okruh (často městský okruh) je v silniční dopravě označení pozemní komunikace (zpravidla silnice nebo místní komunikace), která je určena k objíždění obce nebo její části, většinou proto, aby centrum obce nebylo zahlceno množstvím vozidel. Jako obchvat se kromě okruhu obvykle označuje také odklon silnice mimo centrum města, který netvoří uzavřený okruh.
V současné době se okruhy kolem měst budují většinou v podobě rychlostních komunikací. Tam, kde takové moderní komunikace nejsou, je často okruh vyznačen na běžných městských komunikacích, má pouze charakter směrového značení umožňujícímu řidiči orientaci. 
V Česku a na Slovensku jsou okruhy k objíždění obce označovány speciálním směrovým značením. Obecnou úpravou silničního provozu je stanoveno, že na vyznačeném okruhu je zakázáno stání vozidel.

## Značení

### Československo a Česko
§ 9 vládního nařízení č. 100/1938 Sb. n. a z., účinného od 28. 5. 1938, pouze slovně stanovil: Silnice dopravně zvlášť významné buďtež značkovány barvou, čísly nebo písmeny. Ministerstvo veřejných prací určí, které silnice budou takto značkovány, kterými značkami a jak značky budou umístěny. Vládní nařízení č. 242/1939 Sb. vlády Protektorátu Čechy a Morava, účinné od 1. 11. 1939, obsahovalo kruhovou značku s nápisem Fernverkehr / Dálková doprava, určenou pro okružní nebo sběrné třídy pro dálkovou dopravu. Tato značka, tentokrát již jen s českým nápisem Dálkový provoz, je uváděna v přehledu dopravních značek ještě v roce 1957.
Pro značení okruhů byly používány barevné pruhy ohraničené bílými pruhy na stožárech osvětlení, podobné českému a československému pásovému turistickému značení. V Praze byly pro jednotlivé okruhy použity červený a modrý pruh, později se přešlo na zelenou barvu pro všechny okruhy a ty byly rozlišovány číslem. 
Čtvercová dopravní značkou se zeleným vodorovným pruhem uprostřed a dvěma stejně širokými bílými pruhy při horním i dolním okraji značky byla mezi vyobrazení dopravních značek poprvé zavedena od 1. 1. 1976 vyhláškou č. 100/1975 Sb., v předchozí vyhlášce nebyla zobrazena. V případě více okruhů, se ve spodní části značky označovaly římskými čísly postupně od středu obce. Podpůrně se podle vyhlášky užívalo i pruhů stejné barvy na sloupech veřejného osvětlení apod. Symbol této značky později mohl být na dálnici a silnici pro motorová vozidla nahrazen textem s názvem okruhu provedeným černým písmem na bílém podkladu a umístěným nad příslušnou návěstí.
Vyhláška 294/2015 Sb. s účinností od 1. 1. 2016, tuto značku nahradila novou značkou IP 1 zcela odlišného vzhledu. Značky umístěné před účinností této vyhlášky, které svým provedením neodpovídají nové vyhlášce, pozbývají platnosti až 31. prosince 2025. Od roku 2016 se označuje čtvercovou dopravní značkou s kruhovou šipkou uprostřed. Na značce nebo dodatkové tabulce lze uvést číslo nebo název okruhu, přičemž číslování okruhů je na vzoru nově provedeno arabským číslem místo dosavadních římských čísel. Základní vzor značky je modrobílý, avšak podle doprovodného textu může být barevné provedení odlišné od vyobrazení. Vzor uvádí černobílé provedení, v návrzích vyhlášky bylo jako vzor alternativy uvedeno zelenobílé provedení. Změna směru okruhu již není ve vyhlášce uvedena jako samostatná dopravní značka, ale pro vyznačení se mají používat dodatkové tabulky v podobě směrové šipky. Značky původního vzoru umístěné podle staré vyhlášky platí na základě přechodného ustanovení až do 31. prosince 2025.

### Jiné státy

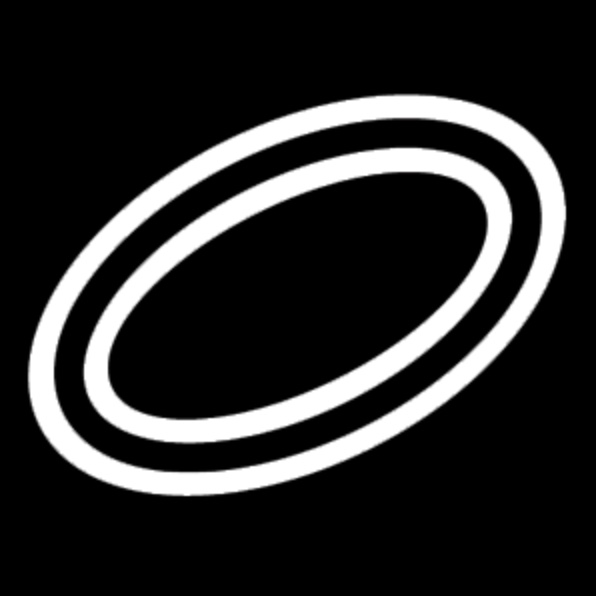
Francouzská značka z roku 2011 pro obchvat (okruh)

Ve většině zemí neexistuje speciální piktogram ani značka pro okruh k objíždění obce. Někde jsou okruhy značeny pouze číslem silnice, někde slovně specifickým názvem (R0 Ring Brussel, Ring 3, Kehä / Ring I, Westring Zürich, Nordring Zürich) nebo zkratkou (МКАД = Московская кольцевая автомобильная дорога – Moskevský dálniční okruh),

## Některé okruhy
- Městský okruh v Praze, budovaný rychlostní okruh se zkráceným označením MO, před rokem 1990 označovaný jako Střední městský okruh,
- Pražský okruh – budovaný rychlostní vnější okruh kolem Prahy (zpočátku R1, od roku 2016 dálnice D0)
- O původních třech nerychlostních pražských okruzích pojednává článek Síť pozemních komunikací v Praze. III. pražský okruh (z větší části vedený po silnicích mimo Prahu) je označován jako silnice II/101.
- Velký městský okruh (silnice I/42) v Brně
- Brněnský městský okruh (nazývaný též Vnitřní městský okruh) – Okružní třída
- Silnice I/31, tvořící okruh v Hradci Králové
- silnice II/180, aglomerační okruh kolem Plzně
- Městský okruh v Českých Budějovicích, Vnitřní okruh v Českých Budějovicích tvořen ulicemi, Strakonická, Nádražní, Mánesova a Na Dlouhé Louce

### V zahraničí
- Moskevský dálniční okruh – okruh kolem Moskvy
- Dálnice A10 (Německo) – okruh kolem Berlína
- Dálnice M0 (Maďarsko) – okruh kolem Budapešti
- Boulevard périphérique – okruh kolem Paříže